# I-26
I-26 (англ. Interstate 26) — межштатная автомагистраль в Соединённых Штатах Америки, длиной 349 миль (562 км). Проходит по территории трёх штатов.
| Штат  | миль   | км     |
| ----- | ------ | ------ |
| TN    | 55     | 89     |
| NC    | 71     | 114    |
| SC    | 220,95 | 355,58 |
| Всего | 347    | 558    |

## Маршрут магистрали

### Южная Каролина
Юго-восточный конец Interstate 26 располагается в городе Чарльстон. I-26 направляется на северо-запад и вскоре пересекает I-95. В районе города Кейси от Interstate 26 отходит другая магистраль — I-77. Она направляется на север, в город Кливленд. Затем I-26 проходит через крупный город Колумбия и направляется в сторону Спартанберга. Здесь располагается развязка I-26 с I-85.

### Северная Каролина
После пересечения границы с Северной Каролиной I-26 пересекает дорогу US 74. Затем I-26 пересекает реку Грин по самому высокому мосту Северной Каролины. К юго-западу от Эшвилла располагается I-26 сливается с I-40. Затем I-26 соединяется с US 23. После развязки I-26 и I-40 пересекают реку Френч-Брод. После пересечения реки I-26 и I-40 разъединяются. I-26 далее проходит через национальные леса Писга и Чероки.

### Теннесси
В Теннесси I-26 сначала двигается на северо-восток, затем, перед городом Джонсон-Сити, поворачивает на северо-запад. В Колониал-Хайтс I-26 пересекает I-81. Северо-западный конец магистрали располагается на перечесении с US 11W, однако US 23 продолжает направляться на северо-запад и пересекает границу с Виргинией.

## Основные развязки
- I-81, Кингспорт
- I-40 / US 74, Эшвилл
- US 25, Хендерсонвилл
- US 74 / NC 108, Колумбус
- I-85, Спартанберг
- I-385, Лоренс
- I-20, Колумбия
- I-77, Колумбия
- I-95, Розинвилл

## Вспомогательные трассы
- I-126
- I-526